# Role Model
Ne doit pas être confondu avec Role model (sociologie).
Pour les articles homonymes, voir Role model.
Singles de Eminem
My Name Is
(1999) Guilty Conscience
(1999)
Role Model est une chanson du rappeur américain Eminem, tirée de l'album The Slim Shady LP sorti en 1999. Écrite par Eminem  et composée Dr. Dre et Melvin Bradford, produite par Dr. Dre et Mel-Man, elle constitue le second single extrait de The Slim Shady LP. La chanson est distribuée par Interscope Records et Aftermath Entertainment, le label de Dr. Dre sur lequel Eminem vient tout juste de signer.

## Contenu
Dans cette chanson, le rappeur se moque essentiellement du suicide, s'appuyant sur sa propre expérience de 1996. Eminem se moque également dans cette chanson très humoristique, des fans qui essaient d'imiter leurs modèles. Il vise également le rappeur Canibus qu'il accuse de calquer ses paroles sur celle de LL Cool J. Il s'en prend également au rappeur Cage et à Hillary Clinton.

## Clip vidéo
La chanson Role Model bénéficie d'un clip vidéo réalisé par Dr. Dre et Philip G. Atwell au même titre que le single précédent qui connut un grand succès, My Name Is. L'introduction est une scène muette et en noir et blanc. Il dit alors au public qu'il va tenter de se noyer et que le public doit faire de même. Eminem est alors attaché et plongé dans l'eau. De nombreuses scènes s'alternent ensuite. On peut voir Eminem lors d'un concert ou alors déguisé en prêtre. Dans ce déguisement, il accueille une jeune pratiquante venant se confesser puis invite dans sa chambre un jeune garçon et une prostituée. Il se déguise également en policier et arrête quelqu'un en possession de cannabis. Eminem rappe ensuite dans une cuisine. Il s'insère ensuite dans un dessin animé. Le clip en version censurée a remplacé de nombreuses paroles par des bruitages.

## Liste des pistes
| No | Titre                      | Durée |
| -- | -------------------------- | ----- |
| 1. | Role Model (Version radio) | 3:22  |
| 2. | Role Model (Version album) | 3:25  |

| No | Titre                            | Durée |
| -- | -------------------------------- | ----- |
| 1. | Role Model (Version radio)       | 3:22  |
| 2. | Role Model (Version album)       | 3:25  |
| 3. | Role Model (Instrumentale)       | 3:17  |
| 4. | Cum on Everybody (Club Edit)     | 3:13  |
| 5. | Cum on Everybody (Version album) | 3:40  |
| 6. | '97 Bonnie and Clyde (Club Edit) | 3:49  |

## Classement hebdomadaire
| Classement (1999)                                           | Meilleure position |
| ----------------------------------------------------------- | ------------------ |
| États-Unis - Bubbling Under R&B/Hip-Hop Singles](Billboard) | 11                 |